# Peter Howley
Peter Maxwell Howley (* 9. Oktober 1946 in New Brunswick, New Jersey) ist ein US-amerikanischer Pathologe und Virologe an der Harvard University in Cambridge, Massachusetts.

## Leben
Howley erwarb 1968 an der Princeton University in Princeton, New Jersey einen Bachelor in Chemie und 1970 an der Rutgers University, New Jersey einen Master of Medical Science (M.M.S., Abschluss eines Medizinstudiums). 1972 erwarb er einen M.D. an der Harvard University in Cambridge, Massachusetts. 1972/1973 arbeitete Howley als Assistenzarzt in der Pathologie des Massachusetts General Hospital in Boston, Massachusetts, bevor er als Forschungsassistent an das National Institute of Allergy and Infectious Diseases (NIAID) der National Institutes of Health (NIH) in Bethesda, Maryland, wechselte. Ab 1976 arbeitete Howley als Pathologe am National Cancer Institute (NCI) der NIH in Bethesda. 1977 wurde er  Facharzt für Pathologie. Ab 1979 war er Leiter des Labors für virale Onkologie und molekulare Pathologie am NCI. Von 1984 bis 1993 war Howley Leiter des Labors für Biologie der Tumorviren an derselben Institution, bevor er an der Harvard Medical School eine Professur für Pathologie erhielt. Er war von 1998 bis 1999 Präsident der American Society for Virology.

## Wirken
Howley gilt als führend in der Erforschung von Papillomviren (Papillomaviridae). Er hat Genkarten dieser Viren erstellt, ihre Transkriptionsmuster und die Systeme der Transkriptionsregulation analysiert. Howley konnte Onkogene der Papillomviren identifizieren und die Mechanismen ihrer schädigenden Wirkung identifizieren. Seine Arbeiten gelten als grundlegend für das Verständnis der Pathogenese von Papillomviren auf molekularer Ebene.
Seit der dritten Auflage ist Howley Mitherausgeber von Fields’ Virology, einem Standardwerk der Virologie, das 2006 in 5. Auflage erschienen ist.

## Auszeichnungen (Auswahl)
- 1993 Mitglied der National Academy of Sciences
- 1994 Paul-Ehrlich-und-Ludwig-Darmstaedter-Preis[3]
- 1996 Mitglied der American Academy of Arts and Sciences[4]